# A Glimpse Inside the Mind of Charles Swan III
A Glimpse Inside the Mind of Charles Swan III è un film del 2012 scritto e diretto da Roman Coppola e con protagonisti Charlie Sheen, Jason Schwartzman, Bill Murray, Katheryn Winnick e Patricia Arquette.

## Trama
Charles Swan III è un graphic designer di successo la cui fama e fortuna lo hanno reso irresistibile agli occhi delle donne. A causa di questo successo con le donne, la sua fidanzata Ivana lo lascia e lui, ossessionato dalla donna che ama e che ha perso, finisce con la sua auto in una piscina. Risvegliatosi in ospedale l'uomo incomincia a fare i conti con la propria vita ed entra in uno stato di profondo dubbio che lo spinge a elaborare fantasie deliranti che spesso coinvolgono alcune delle sue relazioni passate. Charles si renderà conto molto presto di aver lasciato scappare l'unica donna che per lui contava davvero.

## Promozione
Il primo trailer ufficiale del film è stato distribuito online il 30 novembre 2012, a cui è seguita l'11 gennaio 2013 la distribuzione del Red Band Trailer.

## Distribuzione
Il film è stato presentato in anteprima assoluta il 15 novembre 2012 alla settima edizione del Festival Internazionale del Film di Roma, ottenendo applausi da parte del pubblico e della critica. Successivamente è stato distribuito nei cinema statunitensi a partire dall'8 febbraio 2013.